# Glacera del Gauli
La glacera del Gauli (Gauligletscher en alemany) és una glacera situada a l'est dels Alps Bernesos, al Cantó de Berna a Suïssa. Té una longitud d'aproximadament sis quilòmetres per a una amplada d'un quilòmetre. El sistema format per la glacera del Gauli, la glacera de Grienbärgli i les geleres relacionades cobreixen una superfície de prop de 13,5 km².
Un aviño C-53 Skytrooper Dakota es va estavellar el 1946, a la glacera Gauli. 72 anys més tard, a causa de les altes temperatures, ha quedat a la vista.

## Geografia
La glacera del Gauli surt sobre el flanc est del Bärglistock (3.655 m) i del Rosenhorn (3.689 m), cimeres situades al nord del Finsteraarhorn. El vessant sud del Bärglistock dona naixement a la glacera del Lauteraar que s'uneix a continuació a la Glacera de l'Unteraar. La glacera del Gauli és connectada a la glacera superior de Grindelwald via el Rosenegg, un coll sobre l'eix oest-est recobert de gel a una altitud de 3.470 metres. A la seva part nord, la glacera del Gauli toca la glacera de Rosenlaui sobre la cresta de gel format per la Westliche Wätterlimi (3.250 m). La glacera flueix a continuació cap a l'est, vorejat al nord pel Hangendgletscherhorn (3.292 m), al sud pel Ewigschneehorn (3.329 m), el Trifthorn (3.230 m) i la Hienderstock (3.307 m).
A una altitud d'aproximadament 2.500 metres, es tensa i s'esquerda. Una mica més a baix, la glacera de Grienbärgli procedent del sud, s'uneix a la del Gauli. La llengua glacial d'aquesta última desemboca a aproximadament 2.150 metres i forma diversos petits llacs que no han aparegut fins a mitjans del segle XX amb el retrocés. Un torrent, l'Ürbachwasser flueix des d'aquestes extensions d'aigua glacial. És retingut per un embassament que forma el Mattenalpsee (1.874 m) abans de continuar en direcció d'Innertkirchen on s'uneix a l'Aar.

## Evolució

Evolució de la glacera en metres En verd, les diferències de longitud acumulades. En vermell, les variacions de longitud anuals